# Henk Baum
Henk Baum (Amersfoort, 19 mei 1988) is een Nederlands voetballer die bij voorkeur als een middenvelder speelde.
In het verleden speelde in de jeugd bij KVVA, IJsselmeervogels, SV Spakenburg en N.E.C.. In 2008/09 speelde Baum tien wedstrijden voor AGOVV en scoorde twee keer, tegen FC Den Bosch en TOP Oss. Vanaf de zomer van 2010 speelde hij voor WHC uit Wezep. Na seizoen 2014-2015 vertrekt Baum bij DVS '33 Baum ging spelen bij VV Nunspeet. Op 2021 keert hij terug bij HVC.

## Clubstatistieken
| Seizoen | Club            | Duels | Goals | Competitie     |
| ------- | --------------- | ----- | ----- | -------------- |
| 2007/08 | AGOVV Apeldoorn | 0     | 0     | Eerste divisie |
| 2008/09 | AGOVV Apeldoorn | 10    | 2     | Eerste divisie |
| 2009/10 | AGOVV Apeldoorn | 1     | 0     | Eerste divisie |
| Totaal  | Totaal          | 11    | 2     |                |